# Henryk Suchecki

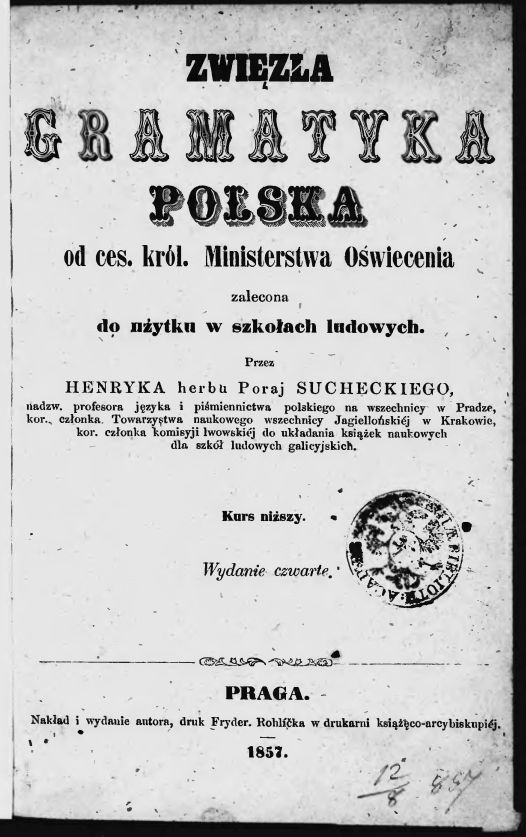
Strona tytułowa podręcznika do gramatyki z 1857 autorstwa Sucheckiego

Henryk Ignacy Suchecki h. Poraj (ur. 1811 w Perespie, zm. 3 lipca 1872 w Krakowie) – filolog, językoznawca, profesor Uniwersytetu Karola w Pradze i Uniwersytetu Jagiellońskiego.

## Życiorys
Uczył się w szkole elementarnej oraz gimnazjum w Przemyślu, które ukończył w 1833. Studiował filologię na Uniwersytecie Lwowskim, gdzie związał się z patriotyczno-spiskową organizacją młodzieży lwowskiej. Po ukończonych studiach, pracował jako prywatny nauczyciel w bogatych domach, dokształcając się jednocześnie w zakresie językoznawstwa porównawczego i języków słowiańskich. w 1848 zaangażował się ponownie w działalność społeczno-polityczną (lwowska Czytelnia Słowiańska). Współpracował m.in. z Janem Zachariasiewiczem i Karolem Widmanem - redaktorami radykalnego lwowskiego pisma "Postęp".
W październiku 1848 uczestniczył w posiedzeniach Centralnej Radzie Narodowej. W tym czasie opublikował pierwsze podręczniki do nauki języka polskiego dla szkół elementarnych. Od 1849 studiował slawistykę na Uniwersytecie Wiedeńskim. W 1852 został nauczycielem języka polskiego i niemieckiego w II Gimnazjum Dominikańskim we Lwowie. Opracował w tym czasie trzy podręczniki gramatyki polskiej, które zostały zalecone do użytku w szkołach galicyjskich, a później także w Poznańskiem. Swoje podręczniki pisał korzystając z dorobku poprzedników, ale przede wszystkim na podstawie własnych badań nad polszczyzną.
W 1855 minister oświaty powierzył Sucheckiemu katedrę Języka i Literatury Polskiej na Uniwersytecie Karola w Pradze. W swoich pracach dokonywał m.in. porównywań polszczyzny z językami indoeuropejskimi, tureckimi i semickimi. W 1858 został członkiem nadzwyczajnym Królewskiego Czeskiego Towarzystwa Umiejętności, a rok później, jako wykładowca sanskrytu członkiem Towarzystwa Niemiecko-Orientalnego w Lipsku i Halle. Był jednym z autorów haseł do 28 tomowej Encyklopedii Powszechnej Orgelbranda z lat 1859-1868. Jego nazwisko wymienione jest w I tomie z 1859 roku na liście twórców zawartości tej encyklopedii.
W 1863 był agentem Rządu Narodowego w powstaniu styczniowym. W 1865 objął nowo utworzoną Katedrę Porównawczą Lingwistyki Słowiańskiej na Uniwersytecie Jagiellońskim. Położył duże zasługi dla tworzenia szkolnictwa polskiego w Galicji, dydaktyki języka polskiego oraz kształcenia językowego nauczycieli. Jego podręczniki do gramatyki ukazały się w ponad 20 wydaniach. Do największych jego osiągnięć należało szerzenie świadomości kulturalno-językowej, co przyniosło mu popularność w kręgach krakowskiej pozanaukowej publiczności.
W małżeństwie z Pelagią z Chrząstowskich miał syna Mirosława, autora prac z dziedziny języka i stenografii. Jego siostrzeńcem był Henryk Rewakowicz.
Został pochowany na cmentarzu Rakowickim w Krakowie (grób nie zachował się).

## Wybrane publikacje
- Nauka języka polskiego dla uczącej się młodzi, Lwów, 1849[3]
- Zwięzła Gramatyka Polska, wyd. 4, Praga, 1857
- Wypisy polskie: dla użytku klass wyższych w CK szkołach gimnazyalnych, Lwów, 1857[4]
- Modlitwy Wacława: zabytek mowy staropolskiéj odkryty przez Aleksandra Przezdzieckiego, Kraków, 1871[5]
- Zagadnienia z zakresu języka polskiego wywodem lingwistycznym i filologicznym, Kraków, 1871[6]